# Jiří Malec
Jiří Malec (n. 24 noiembrie 1962, Vlastiboř⁠(d), Republica Socialistă Cehă, Cehoslovacia) este un săritor cu schiurile ce a reprezentat Cehoslovacia, medaliat olimpic. A participat la o ediție a Jocurilor Olimpice (1988) în care a câștigat o medalie de bronz.

## Participări
Lista de mai jos prezintă principalele competiții la care a participat Jiří Malec de-a lungul carierei.
- ski jumping at the 1988 Winter Olympics – normal hill individual[*]